# Vysílač Góra Jawor
Vysílač Góra Jawor (polsky Telewizyjny Ośrodek Nadawczy Góra Jawor) se nachází v jižní části Podkarpatského vojvodství v jižním Polsku, nedaleko Soliny.
Ocelová konstrukce téměř 100 m vysokého vysílače se nachází na vrchu Jawor, v nadmořské výšce 741 m n. m., asi 2 km východně od Soliny. Signál televizních a rozhlasových programů pro jihovýchodní výběžek země šíří od roku 2000 a díky poloze a vysokému vyzařovanému výkonu je zachytitelný i v části severovýchodního Slovenska.

## Vysílání
V současné době je možné z vysílače přijímat:

### Rozhlas
| Frekvence [MHz] | Stanice                   | ERP   | Polarizace   |
| --------------- | ------------------------- | ----- | ------------ |
| 090,7           | Polskie Radio Program I   | 30 kW | horizontální |
| 096,3           | Polskie Radio Program III | 30 kW | horizontální |
| 101,1           | RMF FM                    | 30 kW | horizontální |
| 103,1           | Radio ZET                 | 30 kW | horizontální |

### Digitální televize (DVB-T)
| Kanál | Multiplex   | ERP   | Polarizace   | Poznámka |
| ----- | ----------- | ----- | ------------ | -------- |
| 52    | Multiplex 1 | 20 kW | Horizontální | MPEG-4   |
| 32    | Multiplex 2 | 20 kW | Horizontální | MPEG-4   |
| 29    | Multiplex 3 | 20 kW | Horizontální | MPEG-4   |